# Residencial Rancho el Mesón
Residencial Rancho el Mesón är en ort i Mexiko, tillhörande kommunen Calimaya i delstaten Mexiko, i den centrala delen av landet. Orten hade 139 invånare vid folkräkningen 2010.